# Leuchtturm Gollwitz
Der Leuchtturm Gollwitz-N steht an der Nordküste der Insel Poel. Der Leuchtturm steht etwas zurückgezogen von der Küste, ihn umgibt ein Leuchtturmgehöft.

## Aufbau und Geschichte
1929 wurde ein eiserner Gitterturm für die Verbesserung der Befeuerung der Zufahrt Wismar errichtet. Da das Stromnetz noch unzureichend war, erhielt seine Laterne einen Flüssiggasbrenner. In der Nähe des alten Feuers entstand 1953 ein neuer Leuchtturm, ein einfacher Zweckbau aus Beton und Stahlblech. Der Turm hatte jetzt elektrischen Anschluss und erhielt eine geringfügige Leistungserhöhung des Lichtes. Erst die 1956 eingerichtete Richtfeuerlinie, mit dem Leuchtturm des Unterfeuers, erleichterte auch größeren Schiffen die Passage durch das Große Tief. Dabei diente das dem Gebäude aufgesetzte Dreieck-Toppzeichen auch gleichzeitig als Tagessichtzeichen.
Der Leuchtturm ist Bestandteil des rechteckigen Gebäudes, er ist ein weißer, viereckiger Turm mit roter Laterne und grünem Dach, sowie einer Galerie, vorgebaut an dem weißen Maschinenhaus. Das Oberteil besteht aus Stahlblech.
Er diente von 1956 bis 1996 als Richtfeuer. 1996 erfolgte eine Grundinstandsetzung.
Die auf der Laterne angebrachte Bake als Tageskennung wurde entfernt. Das Fenster der Laterne zeigte damals auch nach rechts, heute nur nach vorne. Mit dem Leuchtturm im Hafen von Timmendorf sichert dieser kleine Turm die Gewässer rund um die Insel Poel in der Wismarer Bucht.
Mit der Grundinstandsetzung des Bauwerkes im Jahre 1996 fand aufgrund der örtlichen Gegebenheiten die separate Errichtung des Leitfeuers Gollwitz-W auf einem 23,4 m hohen weißen Stahlgittermast etwas westlich vom Standort des Leuchtturmes statt. Durch den neuen Standort wurde eine Beeinträchtigung der Sektoren durch Bäume vermieden. Als Lichtquelle wurde eine Gürtellinse eingesetzt. Mit der erzeugenden Lichtstärke wird eine Tragweite bei Sigma 0,4 für den weißen, roten und grünen Sektor von 7,7 bis 6,1 sm erreicht. Es wird eine Kennung Ubr = 5 Sekunden (Oc.5s) gezeigt.
Das bestehende Richtfeuer Gollwitz-N wurde durch ein Präzisionssektorenfeuer, das mit Halogenlampen 220 V / 150 W bestückt ist, ersetzt. Mit der erzeugten Betriebslichtstärke wird für den schmalen weißen, roten und grünen Sektor eine Tragweite von 8,1 bis 6,5 sm erreicht. Es wird eine Glt-Kennung mit 4 Sekunden (Iso.4s) gezeigt.
Die Türme werden von Travemünde aus automatisch überwacht. Leuchtturmwärter gibt es deshalb nicht mehr. Die Verantwortlichkeit für den Leuchtturm (Wartung und Unterhaltung) liegt seit 2020 beim Wasserstraßen- und Schifffahrtsamt Ostsee.